# S/S Rex
S/S Rex är ett svenskt ångfartyg, som byggdes 1902 på Thorskogs Mekaniska Verkstad i Torskog i Lilla Edet.
Bogserbåten Rex byggdes för Andersson & Lindberg i Göteborg, köptes samma år av Isbolaget i Stockholm och övertogs 1903 av Grosshandelsfirma G. & L. Beijer i Stockholm. Byggnadsföretaget Kasper Höglund AB i Stockholm var ägare 1908, varefter hon köptes 1918 av ASEA-ägda Surahammars bruk för att bogsera pråmar med kol från Stockholm till Surahammars bruk samt pråmar med sandsten och dolomit från Örebro. Hon såldes 1950, men köptes tillbaka av Surahammars bruk med tanken att den skulle ingå i ett bruksmuseum.
År 1966 köptes Rex av tre privatpersoner, varefter den efter restaurering sjösattes 1970. Hallstahammars kommun köpte henne 1988 för att bevara henne som ett teknikhistoriskt minnesmärke. Kommunen överlämnade handhavandet 1992 till Strömsholms Kanals Historiska förening och 2012 till Föreningen bevara S/S Rex i Eskilstuna.
Rex är k-märkt sedan 2015.

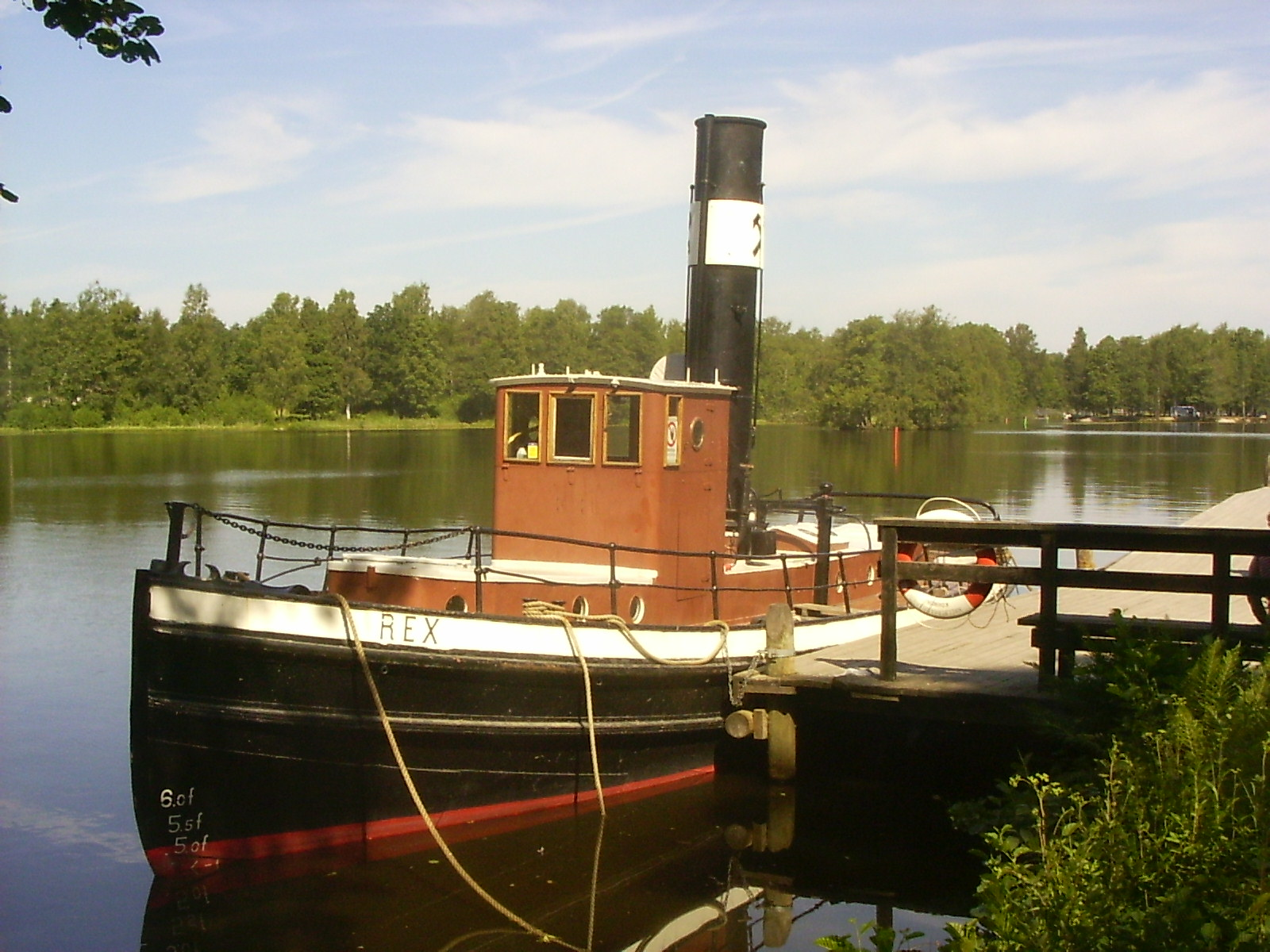
S/S Rex i Skantzsjön, Hallstahammar 2006.
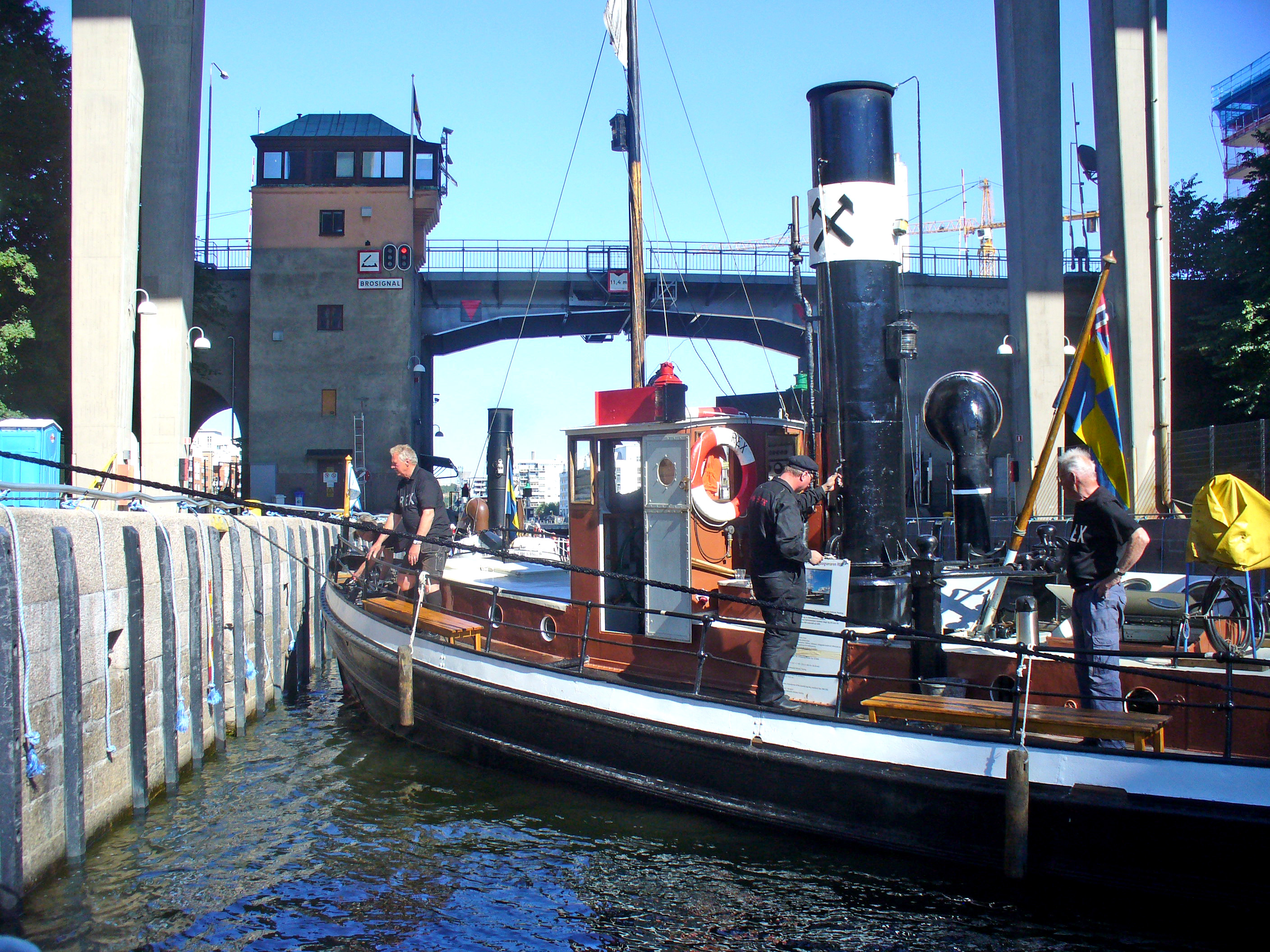
S/S Rex i Hammarbyslussen 2015.